# Ориньи
Ориньи́ (фр. Origny) — коммуна во Франции, находится в регионе Бургундия. Департамент коммуны — Кот-д’Ор. Входит в состав кантона Энье-ле-Дюк. Округ коммуны — Монбар.
Код INSEE коммуны — 21470.

## Население
Население коммуны на 2010 год составляло 36 человек.
| 1962 | 1968 | 1975 | 1982 | 1990 | 1999 | 2010 |
| ---- | ---- | ---- | ---- | ---- | ---- | ---- |
| 73   | 69   | 55   | 41   | 42   | 36   | 36   |

## Экономика
В 2010 году среди 20 человек трудоспособного возраста (15—64 лет) 16 были экономически активными, 4 — неактивными (показатель активности — 80,0 %, в 1999 году было 68,2 %). Из 16 активных жителей работали 16 человек (9 мужчин и 7 женщин), безработных не было. Среди 4 неактивных 0 человек были учениками или студентами, 2 — пенсионерами, 2 были неактивными по другим причинам.